# 徳島市渋野小学校
徳島市渋野小学校（とくしまし しぶのしょうがっこう）は、徳島県徳島市渋野町にある公立小学校。

## 概要
- 昭和50年代に入り、丈六町長尾の大規模団地など新興住宅地の造成が相次いだ事による、児童数の急増と旧渋野小学校と宮井小学校本庄分校の校舎の老朽化等で、統合新設校への機運が急速に高まり、開校した学校である。

## 沿革
- 1873年（明治6年） - 旧渋野小学校が開校。
- 1983年（昭和58年）12月9日 - 徳島市議会で渋野小学校統合新設を全員一致で可決。
- 1985年（昭和60年）5月10日 - 渋野町西池35番1号に造成した校地で、建築起工式を挙行。
- 1986年（昭和61年）
  - 3月 - 校舎および外溝工事が完了。
  - 3月26日 - 旧校舎（渋野、本庄、宮井の3か所）より移転。
  - 4月9日 - 第1回入学式を挙行。
  - 4月13日 - 渋野・丈六全町あげて落成祝賀式を行う。
  - 6月26日 - 統合新設落成式典挙行。校歌を制定し、創立記念日とする。
- 1987年（昭和62年）3月18日 - 第1回卒業式を挙行。
- 1991年（平成3年）6月 - 全日本健康優良学校として表彰を受ける。
- 1992年（平成4年）
  - 2月25日 - 植樹（校門、校庭、サクラ他25本）。
  - 6月20日 - 花壇が完成。
- 1996年（平成8年）
  - 2月14日 - 創立10周年記念集会開催。
  - 2月23日 - 創立10周年記念として、体育館舞台の袖幕、脇幕を交換。
- 1999年（平成11年）2月25日 - 運動場の防球ネットを設置。
- 2000年（平成12年）6月23日 - 創立15周年記念集会開催。
- 2001年（平成13年）10月1日 - コンピュータ室完成。
- 2003年（平成15年）2月4日 - 校内コンピュータLAN整備。
- 2004年（平成16年）10月27日 - 学力向上フロンティア事業指定校研究発表会を行う。
- 2008年（平成20年）10月31日 - 校舎と体育館大規模改修工事が完了。
- 2012年（平成24年）8月26日 - 体育館の天井板を撤去。

## アクセス
- 徳島バス渋野線「渋野」バス停から、徒歩約1.1km・約16分。
  - JR高徳線・牟岐線徳島駅から、上述の路線バスで、「渋野」バス停まで20分。下車後徒歩。
  - JR牟岐線二軒屋駅から、上述の路線バスで、「渋野」バス停まで12分。下車後徒歩。

## 関連学校
- 徳島市南部中学校

## 通学区域が隣接している学校
- 徳島市大松小学校
- 徳島市方上小学校
- 徳島市上八万小学校
- 徳島市宮井小学校
- 小松島市立児安小学校

## 著名な出身者
- 増田大輝（プロ野球選手）
- 増田将馬（プロ野球選手）